# Миндар
Миндар (?-410. п. н. е.) био је спартански војсковођа Пелопонеског рата.

## Биографија
Миндар је предводио флоту Пелопонеског савеза која је напала атинску флоту код Хелеспонта. Након пропасти Сицилијанске експедиције, Атина се налазила у дефанзиви. Међутим, Атињани нису ни помишљали на предају. Персијанцима није одговарала лака победа Спарте јер су желели равнотежу снага у Хелади. Због тога су почели финансијски и војно помагати Атину. Алкибијад је поново прешао на страну Атињана након чега они поново успостављају хегемонију над Егејским морем.
Миндарова флота је најпре упућена сатрапу Тисаферну како би добила помоћ у борби против Атињана. Преговори су пропали, па је Миндар отпловио према Хелеспонту где је блокирао довоз жита у Атину. Атинске поморске снаге су га поразиле у биткама код Киносеме, Абида и у бици код Кизика у којој је и погинуо.